# Windows Server
Windows Server是微软发布的一系列用于计算机-服务器操作系统的品牌名，它包括所有以“Windows Server”为品牌发布的Windows操作系统。
首个使用此品牌发布的Windows服务器系统是Windows Server 2003。然而，Windows NT 3.1 Advanced Server为Windows的首个服务器版本。在此之后，还有Windows NT 3.5 Server、Windows NT 4.0 Server和Windows 2000 Server等非Windows Server品牌下的服务器版本。Windows 2000 Server为首个集成许多现阶段流行功能的Windows服务器版本，包括Active Directory、DNS服务器、DHCP服务器和组策略等。

## 成员
此品牌包括下列操作系统（括號內為上市日期）
长期支持版本（LTSC）：
- Windows Server 2003（2003年4月）（組建 3790） （開發代號 Whistler Server）
- Windows Server 2003 R2（2005年12月）（組建 3790.2075） （開發代號 Whistler Server R2）
- Windows Server 2008（2008年2月）（組建 6001.18000, 6002.18005, 6003.20489） （開發代號 Longhorn Server）
- Windows Server 2008 R2（2009年7月）（組建 7600.16385, 7601.17514） （開發代號 Server 7）
- Windows Server 2012（2012年8月）（組建 9200.16384） （開發代號 Server 8）
- Windows Server 2012 R2（2013年10月）（組建 9600.16384, 9600.17031） （開發代號 Server Blue）
- Windows Server 2016（2016年10月12日）（組建 14393.0） （開發代號 RS2）
- Windows Server 2019（2018年10月2日）（組建 17763.1） （開發代號 RS5）
- Windows Server 2022（2021年8月18日）（組建 20348.169） （開發代號 Iron）
- Windows Server 2025（2024年11月1日）（組建26100.1742） （開發代號 Germanium）

半年周期版本（SAC）：
- Windows Server v1709（2017年10月17日）（組建 16299.15） （開發代號 RS3）
- Windows Server v1803（2018年4月30日）（組建 17134.1） （開發代號 RS4）
- Windows Server v1809 （2020年10月2日）（組建 17763.379） （開發代號 RS5）
- Windows Server v1903（2019年5月21日）（組建 18362.1） （開發代號 19H1）
- Windows Server v1909（2019年11月12日）（組建 18363.418） （開發代號 19H2）
- Windows Server v2004（2020年5月27日）（組建 19041.208, 19041.264） （開發代號 VB）
- Windows Server v20H2（2020年10月20日）（組建 19042.508, 19042.572） （開發代號 VB）
- Windows Server v23H2（2023年10月24日）（組建 25398.887） （開發代號 Zinc）

并非所有该品牌下的操作系统名称都以Windows Server开头。例如，截至目前，所有的Windows Server都有Windows Storage Server Edition版本。还有其他类似的例子，比如说Windows Home Server和Windows HPC Server。
微软还发布了Windows Server Essentials（原先称为Windows Small Business Server）和Windows Essential Business Server（已终止），软件包提供了一个受限制的Windows Server操作系统及其他一些Microsoft Servers产品。